# 圣格雷瓜尔 (塔恩省)
圣格雷瓜尔（法語：Saint-Grégoire，法語發音：[sɛ̃ ɡʁeɡwaʁ]）是法国塔恩省的一个市镇，位于该省中部偏东北，属于阿尔比区和81河谷市镇公共社区，其市镇面积为12.75平方公里，2022年1月1日时人口数量为471人。

## 行政
圣格雷瓜尔的邮政编码为81350，INSEE市镇编码为81253。

## 地理
圣格雷瓜尔（43°57'43"N, 2°15'41"E）位于法国南部偏西，奥克西塔尼大区中部和塔恩省中部偏东北，距离省会阿尔比大约12公里。
与圣格雷瓜尔接壤的市镇包括：昂杜克、阿尔泰斯、克雷斯皮内、聖瑞埃里、索瑟纳克、贝勒加德-马尔萨勒。
圣格雷瓜尔境内以丘陵为主，海拔在160至368米之间。
塔恩河干流自东向西流经境内南部。

### 气候
按照柯本气候分类法，圣格雷瓜尔属于带有温带特征的地中海气候，夏季降水少于冬季。

## 交通
塔恩省省道D100线经过圣格雷瓜尔境内。雷恩公交C2线和78路经过圣格雷瓜尔境内并设有站点。

## 人口
| 年份   | 1936 | 1946 | 1954 | 1962 | 1968 | 1975 | 1982 | 1990 | 1999 | 2006 | 2007 | 2012 | 2017 |
| ------ | ---- | ---- | ---- | ---- | ---- | ---- | ---- | ---- | ---- | ---- | ---- | ---- | ---- |
| 人口數 | 388  | 371  | 362  | 352  | 340  | 304  | 292  | 307  | 328  | 407  | 418  | 482  | 462  |